# Event 2
Albums de Deltron 3030
Deltron 3030
(2000)
Event 2 est le second album studio du supergroupe Deltron 3030 sorti en 2013. Il fait suite à Deltron 3030, sorti en 2000.

## Liste des titres
Toutes les chansons sont écrites et composées par Dan the Automator et Del the Funky Homosapien.
| No  | Titre                                                                  | Durée |
| --- | ---------------------------------------------------------------------- | ----- |
| 1.  | Stardate (featuring Joseph Gordon-Levitt)                              | 1:23  |
| 2.  | The Return                                                             | 6:40  |
| 3.  | Pay The Price                                                          | 4:23  |
| 4.  | Nobody Can (featuring Aaron Bruno de Awolnation)                       | 4:35  |
| 5.  | Lawnchair Quarterback (Part 1) (featuring David Cross & Amber Tamblyn) | 0:57  |
| 6.  | Melding of the Minds (featuring Zack de la Rocha)                      | 4:04  |
| 7.  | The Agony (featuring Mary Elizabeth Winstead)                          | 3:21  |
| 8.  | Back in the Day (featuring The Lonely Island)                          | 1:28  |
| 9.  | Talent Supersedes (featuring Black Rob)                                | 3:38  |
| 10. | Look Across the Sky (featuring Mary Elizabeth Winstead)                | 4:40  |
| 11. | The Future of Food (featuring David Chang)                             | 1:18  |
| 12. | What is This Loneliness (featuring Damon Albarn & Casual)              | 3:51  |
| 13. | My Only Love (featuring Emily Wells)                                   | 3:49  |
| 14. | Lawnchair Quarterback (Part 2) (featuring David Cross & Amber Tamblyn) | 1:09  |
| 15. | City Rising From The Ashes (voix additionnelles par Mike Patton)       | 3:32  |
| 16. | Do You Remember (featuring Jamie Cullum)                               | 5:22  |